# Liste von Kartenwerken

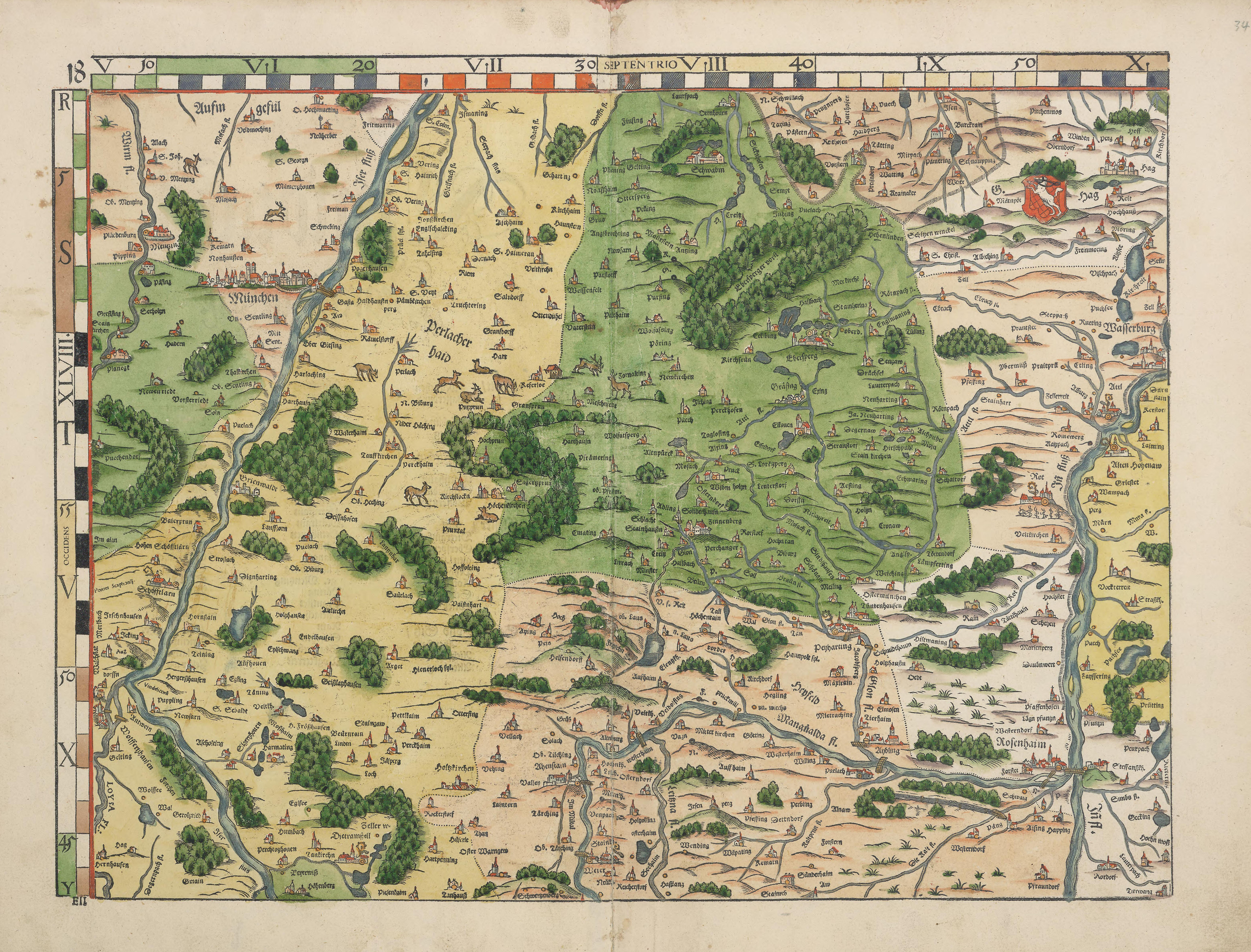
Philipp Apian, 1568

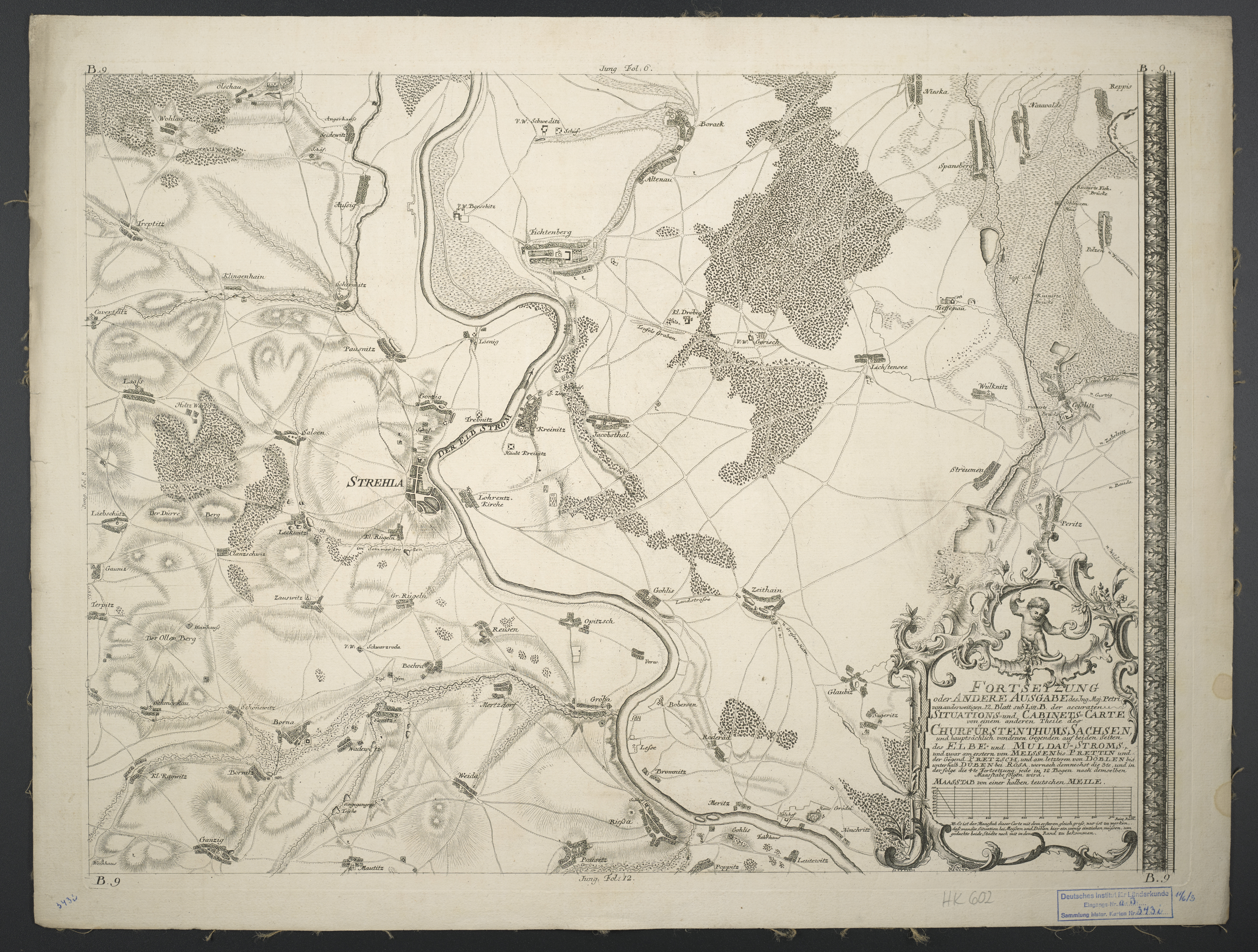
Isaak Jakob von Petri, 1762

Die Liste von Kartenwerken enthält aktuelle und historische Kartenwerke. Die ursprüngliche Bedeutung von Kartenwerken lag maßgeblich in der militärischen Verwendung, Katasterverwaltung und Steuererhebung. Zu den maßgeblichen Kartenwerken zählen Topografische Karten. Heute dienen historische Kartenwerke zur Dokumentation der Stadtentwicklung, als Hilfe bei archäologischen Untersuchungen, als Planungsgrundlagen für Renaturierung und zur Darstellung der Entwicklung der Kartografie.
Nicht aufgeführt sind Atlanten wie etwa Theatrum Orbis Terrarum von Abraham Ortelius (1570), Atlas Maior von Joan Blaeu (1635) und spätere Werke.

## Internationale Kartenwerke
| Bezeichnung                  | Maßstab       | Erscheinung    | Blatt | Kartograph bzw. Herausgeber   | Region | Bemerkungen |
| ---------------------------- | ------------- | -------------- | ----- | ----------------------------- | ------ | ----------- |
| Internationale Weltkarte     | 1 : 1.000.000 | 1913 bis heute |       | Vereinte Nationen (seit 1953) |        |             |
| Weltkarte 1 : 2.500.000      | 1 : 2.500.000 | 1956–1975      |       |                               |        |             |
| Operational Navigation Chart | 1 : 1.000.000 |                |       |                               |        |             |

## Deutschland

### Historische Karten
Die Kartenwerke waren zumeist das Ergebnis aufwendiger, über mehrere Jahre andauernder Landesaufnahmen, die vor der Bildung moderner Staaten oft direkt durch die Oberhäupter der jeweiligen Herrschaftsgebiete veranlasst wurden.
In chronologischer Reihenfolge:
| Bezeichnung                                                                                                | Maßstab                       | Erscheinung | Blatt  | Kartograph bzw. Herausgeber                                                                                    | Region                                                        | Bemerkungen                                                                                              |
| --- | ----------------------------- | ----------- | ------ | --- | ------------------------------------------------------------- | --- |
| Landesaufnahme der Ämter Zweibrücken und Kirkel                                                            | 1 : 25.000 1 : 100.000        | 1564        | 16 1   | Tilemann Stella                                                                                                | Herzogtum Pfalz-Zweibrücken                                   | 16 Detailkarten 1 Übersichtskarte                                                                        |
| Bairische Landtafeln                                                                                       | 1 : 144.000                   | 1566        |        | Philipp Apian                                                                                                  | Bayern                                                        | |
| Erste Kursächsische Landesaufnahme                                                                         | 1 : 53.333                    | 1586–1633   | 17     | Matthias Oeder, Balthasar Zimmermann                                                                           | Sachsen                                                       | |
| Lubinsche Karte                                                                                            | 1 : 240.000                   | 1618        | 12     | Eilhard Lubin, Kartograf Nikolaus Geilkerken, Kupferstecher                                                    | Herzogtum Pommern                                             | |
| Schwedische Landesaufnahme von Vorpommern                                                                  |                               | 1692–1709   |        | | Vorpommern                                                    | |
| Landesaufnahme der Landgrafschaft Hessen-Kassel                                                            | 1 : 66.000                    | 1705–1710   |        | Johann Georg Schleenstein                                                                                      | Landgrafschaft Hessen-Kassel                                  | |
| Zweite Kursächsische Landesaufnahme                                                                        |                               | 1711–1742   |        | Adam Friedrich Zürner                                                                                          | Sachsen                                                       | |
| davon Neue Chursächsische Post-Charte                                                                      |                               | 1713–1718   |        | Adam Friedrich Zürner                                                                                          | Sachsen                                                       | Reduktion der Landesvermessung durch Zürner                                                              |
| davon Atlas Augusteus Saxonicus                                                                            |                               |             |        | Adam Friedrich Zürner                                                                                          | Sachsen                                                       | enthält zu jedem kursächsischen Amt eine Karte                                                           |
| Theatrum Belli Rhenani                                                                                     |                               | 1713–1715   | 20     | Cyriak Blödner                                                                                                 | Südwestdeutschland                                            | |
| Accurate Situations-Carte von einem Theile des Churfürstenthums Sachsen                                    | 1 : 32.000                    | 1762        | 12     | Jakob von Petri, Johann David Schleuen                                                                         | Teile Sachsens nahe Dresden                                   | |
| Accurate Situations- und Cabinets-Carte von einem anderen Theile des Churfürstenthums Sachsen              | 1 : 32.000                    | um 1762     | 12     | Jakob von Petri, Johann David Schleuen                                                                         | Teile Sachsens nordwestlich Dresdens                          | |
| Kurhannoversche Landesaufnahme                                                                             | 1 : 21.333                    | 1764–1786   | 175    | | Hannover                                                      | |
| Schmettausches Kartenwerk                                                                                  |                               | 1767–1787   |        | | Preußen östlich der Weser und Mecklenburg                     | Landesaufnahme                                                                                           |
| Rodensche Landesaufnahme                                                                                   |                               | 1772–1773   |        | Johann Rembert Rode                                                                                            | Westpreußen                                                   | Landesaufnahme                                                                                           |
| Meilenblätter von Sachsen                                                                                  |                               | 1780–1806   |        | Friedrich Ludwig Aster                                                                                         | Sachsen                                                       | |
| Oldenburgische Vogteikarte                                                                                 | 1 : 20.000                    | 1781–1799   | 47     | Caspar Wessel, Christian Georg von Oeder, Christian Römer                                                      | Herzogtum Oldenburg                                           | |
| Niemeyersche Karte                                                                                         | 1 : 6.640                     | 1787–1793   | 120    | Johann Friedrich Conrad Niemeyer                                                                               | östliches Ruhrgebiet.                                         | Zweck u. a. die Erfassung des Bergbaus.                                                                  |
| Topographisch Militärische Charte des Herzogtums Holstein                                                  | 1 : 26.293                    | 1789–1796   | 68     | Gustav Adolf von Varendorf                                                                                     | Herzogtum Holstein                                            | |
| Karte von Nordwestdeutschland                                                                              | 1 : 86.400                    | 1797–1813   | 22     | Karl Ludwig von Le Coq                                                                                         | Nordwestdeutschland                                           | |
| Charte von Schwaben                                                                                        | 1 : 86.400                    | 1798–1828   | 62     | Johann Gottlieb Friedrich von Bohnenberger, Ignaz Ambros von Amman                                             | Südwestdeutschland                                            | private Landesaufnahme                                                                                   |
| Karte von Ost-Preussen nebst Preussisch Litthauen und West-Preussen nebst dem Netzdistrict                 |                               | 1796–1802   |        | Friedrich Leopold von Schrötter                                                                                | Ostpreußen, Preußisch Litauen, Westpreußen, Netzedistrikt     | Landesaufnahme Ost- und Westpreußens                                                                     |
| Schmittsche Karte von Südwestdeutschland                                                                   | 1 : 57.600                    | 1797–1798   | 198    | Heinrich von Schmitt                                                                                           | Salzburg, Bayern, Kurpfalz, Württemberg, Baden, Hessen-Nassau | Reine Militärkarte (blieb unter Verschluss), gewestet                                                    |
| Topographische Aufnahme der Rheinlande                                                                     |                               | 1801–1828   |        | Jean Joseph Tranchot, Karl von Müffling genannt Weiß                                                           | Rheinland                                                     | Landesaufnahme zunächst im französischen, dann preußischen Auftrag.                                      |
| Geographischer Specialatlas von Deutschland und den Nachbarländern im Maßstabe von 1 : 200.000             |                               | 1806–1837   |        | Daniel Gottlob Reymann                                                                                         |                                                               | später: Reymannsche Karte, bis 1906                                                                      |
| Topographisch-militairische Charte von Teutschland                                                         |                               | 1807–1814   |        | Friedrich Wilhelm Streit                                                                                       |                                                               | |
| Bayerische Uraufnahme                                                                                      | 1 : 5.000 1 : 2.500 1 : 1.250 | 1808–1864   |        | | Bayern                                                        | |
| Topographisch-militairischer Atlas von dem Koenigreiche Sachsen und den Besitzungen der Fürsten von Anhalt | 1:180.000                     | 1812        | 27     | Friedrich Wilhelm Streit                                                                                       | Königreich Sachsen und Besitzungen der Fürsten von Anhalt     | |
| Topographischer Atlas des Königreiches Bayern                                                              | 1 : 50.000                    | 1812–1867   | 112    | Topographisches Bureau (Bayern)                                                                                | Bayern                                                        | |
| Preußische Generalstabskarte                                                                               | 1 : 86.400                    | 1816–1847   |        | |                                                               | |
| Württembergische Flurkarte                                                                                 | 1 : 2.500                     | 1818–1840   | 15.572 | Johann Gottlieb Friedrich von Bohnenberger                                                                     | Königreich Württemberg                                        | Ergebnis der Württembergischen Landesvermessung                                                          |
| Rheinisch-westfälisches Urkataster                                                                         | 1 : 20.000 bis 1 : 625        | 1819–1834   |        | | Rheinprovinz und Provinz Westfalen                            | Übersichtskarten je Gemeinde und Flurkarten, Grundsteuerkataster                                         |
| Topographischer Atlas des Königreiches Sachsen (sogenannter Oberreit'scher Atlas)                          |                               | 1819–1860   | 21     | Jakob Andreas Hermann Oberreit                                                                                 | Königreich Sachsen                                            | Verkleinerung der Meilenblätter                                                                          |
| Topographischer Atlas                                                                                      | 1 : 50.000                    | 1826–1851   | 55     | | Königreich Württemberg                                        | Reduktion der Flurkarte.                                                                                 |
| Königlich-Hannoversche Landesaufnahme                                                                      | 1 : 21.333                    | 1821–1861   |        | | Hannover                                                      | Basierend auf der Triangulierung durch Carl Friedrich Gauß.                                              |
| Karte von dem Großherzogthume Hessen                                                                       | 1 : 50.000                    | 1823–1850   | 32     | | Großherzogtum Hessen                                          | |
| Charte des Koenigreichs Sachsen und der angrenzenden Laenderabtheilungen                                   | 1 : 120.000                   | 1829–1836   | 28     | Wilhelm Gotthelf Lohrmann                                                                                      | Sachsen                                                       | |
| Preußische Uraufnahme                                                                                      | 1 : 25.000                    | 1830–1865   |        | |                                                               | Landesaufnahme.                                                                                          |
| Topographischer Atlas des Königreichs Hannover und des Herzogtums Braunschweig                             | 1 : 100.000                   | 1832–1848   |        | August Wilhelm Papen                                                                                           | Hannover und Braunschweig                                     | |
| Topographische Karte der Provinz Westfalen und der Rheinprovinz                                            | 1 : 80.000                    | 1837–1855   | 72     | | Provinz Westfalen, Rheinland                                  | |
| Französische Karte der Rheinlande 1 : 100.000                                                              | 1 : 100.000                   | 1840        |        | | Rheinland                                                     | Reduktion der Karte von Tranchot.                                                                        |
| Königlich-Sächsische Triangulirung                                                                         |                               | 1862–1890   |        | August Nagel                                                                                                   | Sachsen                                                       | |
| Karte des Deutschen Reiches (Generalstabskarte)                                                            | 1 : 100.000                   | 1863–1909   |        | | Deutsches Reich                                               | |
| Topographische Karten Sachsen 1:25000                                                                      | 1 : 25.000                    | 1874–1942   |        | Abteilung für Landesaufnahme des Königl. Sächs. Generalstabes, Leipzig                                         | Königreich Sachsen/Sachsen                                    | Messtischblätter und Äquidistantenkarte, online abrufbar in der Deutschen Fotothek                       |
| Preußische Neuaufnahme                                                                                     | 1 : 25.000                    | 1877–1915   |        | | Königreich Preußen                                            | |
| Specialkarte von Deutschland und den benachbarten Ländern                                                  | 1 : 850.000                   | 1883        | 11     | Ludwig Ravenstein                                                                                              | Deutsches Reich                                               | |
| Übersichtskarte von Mitteleuropa, Nordeuropa und Osteuropa                                                 | 1 : 300.000                   | 1893–1945   |        | |                                                               | |
| Karte des Deutschen Reichs nach Carl Vogel                                                                 | 1 : 500.000                   | 1893        | 27     | Carl Vogel | Deutsches Reich                                               | |
| Topographische Übersichtskarte des Deutschen Reichs                                                        | 1 : 200.000                   | 1899–?      | 469    | | Deutsches Reich                                               | |
| Topographische Karte                                                                                       | 1 : 10.000 bis 1 : 500.000    | 1966–1990   |        | | Deutsche Demokratische Republik                               | |
| Geographische Landesaufnahme 1 : 200.000                                                                   | 1 : 200.000                   | 1952–1994   | 66     | Verschiedene Autoren, Herausgeber Bundesforschungsanstalt für Landeskunde und Raumordnung, teils Selbstverlag. | Bundesrepublik Deutschland                                    | Thematik Naturräume. Basierend auf der Topographischen Übersichtskarte des Deutschen Reichs 1 : 200.000. |

### Aktuelle Kartenwerke
Für die Herstellung und Aktualisierung der amtlichen topographischen Kartenwerke und Karten bis einschließlich 1 : 100.000 sind die Länder, und dort das jeweilige Landesvermessungsamt, zuständig. Die kleinermaßstäbigen Kartenwerke werden vom Bundesamt für Kartographie und Geodäsie bearbeitet.
| Bezeichnung                                         | Maßstab                        | Erscheinung    | Blatt | Kartograph bzw. Herausgeber                                     | Region                     | Bemerkungen                                                               |
| --------------------------------------------------- | ------------------------------ | -------------- | ----- | --------------------------------------------------------------- | -------------------------- | ------------------------------------------------------------------------- |
| Amtliche Basiskarte NRW                             | 1 : 2.500 1 : 5.000 1 : 10.000 |                |       |                                                                 | Nordrhein-Westfalen        | zählt zu den topografischen Karten.                                       |
| Deutsche Grundkarte 1 : 5.000 (DGK5)                | 1 : 5.000                      |                |       |                                                                 |                            | nicht in allen Ländern                                                    |
| Topographische Karte 1 : 10.000 (TK10)              | 1 : 10.000                     |                |       |                                                                 |                            | nur in den östlichen Bundesländern                                        |
| Digitale topographische Karte (DTK10)               | 1 : 10.000                     | 1990 bis heute |       | Landesvermessungsämter, Bundesamt für Kartographie und Geodäsie | Bundesrepublik Deutschland | Siehe Amtliches Topographisch-Kartographisches Informationssystem (ATKIS) |
| Topographische Karte 1 : 25.000 (TK25)              | 1 : 25.000                     |                |       |                                                                 |                            |                                                                           |
| Topographische Karte 1 : 50.000 (TK50)              | 1 : 50.000                     |                |       |                                                                 |                            |                                                                           |
| Topographische Karte 1 : 100.000 (TK100)            | 1 : 100.000                    |                |       |                                                                 |                            |                                                                           |
| Topographische Übersichtskarte 1 : 200.000 (TÜK200) | 1 : 200.000                    |                |       | Bundesamt für Kartographie und Geodäsie                         | Bundesrepublik Deutschland | auslaufend                                                                |
| Topographische Karte 1 : 250.000 (TK250)            | 1 : 250.000                    |                |       |                                                                 |                            | im Aufbau                                                                 |
| Übersichtskarte 1 : 500.000 (ÜK500)                 | 1 : 500.000                    |                |       |                                                                 |                            | auslaufend                                                                |
| Topographische Karte 1 : 500.000 (TK500)            | 1 : 500.000                    |                |       | Bundesamt für Kartographie und Geodäsie                         | Bundesrepublik Deutschland | im Aufbau                                                                 |
| Topographische Karte 1 : 1 Million (TK1000)         | 1 : 1.000.000                  |                |       | Bundesamt für Kartographie und Geodäsie                         | Bundesrepublik Deutschland | im Aufbau                                                                 |

## Österreich

### Historische Kartenwerke
Insgesamt fanden vier Österreichisch-Ungarische Landesaufnahmen (1764–1987) statt.
| Bezeichnung                                          | Maßstab    | Erscheinung | Blatt  | Kartograph bzw. Herausgeber      | Region                                                                            | Bemerkungen                                                                                              |
| ---------------------------------------------------- | ---------- | ----------- | ------ | -------------------------------- | --------------------------------------------------------------------------------- | --- |
| Carte des environs de Schönbrun et ceux de Laxemburg | 1 : 10.800 | 1755        | 6      | Jean-Baptiste Brequin de Demenge | Gebiet zwischen Schloss Schönbrunn und Laxenburg im Südwesten und Süden von Wien. | Vorläufer der vier Landesaufnahmen.                                                                      |
| Josephinische Landesaufnahme                         | 1 : 28.000 | 1764–1787   | 4.096  |                                  | Habsburgische Erblande                                                            | |
| Ferraris-Karte                                       | 1 : 11.520 | 1771–1777   | 275    | Joseph Johann von Ferraris       | Österreichische Niederlande                                                       | Im Auftrag von Franz II.                                                                                 |
| Ferraris-Karte                                       | 1 : 86.400 | 1777–1778   | 25     | Joseph Johann von Ferraris       | Österreichische Niederlande                                                       | Version für den Handel.                                                                                  |
| Schmittsche Karte von Südwestdeutschland             | 1 : 57.600 | 1797        | 198    | Heinrich von Schmitt             | Unter anderem Salzburg, Bayern, die Pfalz, Württemberg, Baden und Hessen-Nassau.  | |
| Franziszeische Landesaufnahme                        |            | 1806–1869   |        |                                  |                                                                                   | |
| Franziszeischer Kataster                             | 1 : 2.880  | 1817–1861   | 53.212 |                                  |                                                                                   | Ergebnis der Franziszeischen Katastralvermessung. Teilweise auch Maßstäbe 1 : 1.440, 1 : 720, 1 : 5.760. |
| Franzisco-Josephinische Landesaufnahme               |            | 1869–1887   |        |                                  |                                                                                   | |
| Vierte Landesaufnahme                                |            | 1896–1987   |        |                                  |                                                                                   | |

### Aktuelle Kartenwerke
Die amtlichen österreichischen Landkarten werden vom Bundesamt für Eich- und Vermessungswesen (BEV) in Wien hergestellt und laufend weitergeführt. Die Landkarten werden mit Wegmarkierungen alpiner Vereine (einschließlich Nummerierung) und Straßenaufdruck hergestellt (Auflagen nur mit Wegmarkierungen oder nur mit Straßenaufdruck werden nicht mehr aufgelegt) und sind auch digital als App erhältlich, sowie unter maps.bev.gv.at. Der Katalog des BEV enthält die Details. Die Karte 1 : 50 000-UTM ist das Grundkartenwerk. Dieses Kartenwerk wurde bis Ende 2009 vom System der alten österreichischen Landesvermessung (Gradkartenblätter der 3. Landesaufnahme) auf die Darstellung nach dem „Universalen Transversalen Mercator-System“ UTM umgestellt. Ebenso wurde der Blattschnitt von 12' × 20' eingeführt. Die Karten sind mit UTM-Netz ausgestattet, das Bundesmeldenetz BMN (modifiziertes Gauß-Krüger-Netz) ist im Kartenrahmen ausgewiesen. Das BEV führt auch den österreichischen Kataster. Dadurch und aufgrund der Tatsache, dass das Grundbuch in Österreich öffentlich ist, ist es möglich, Kombinationen aus Luftbildern (Orthofotos) und Katasterdaten anzubieten: Die Katastralmappe mit Orthofoto (SW/Farbe), Grundstücksverzeichnis und Eigentümerverzeichnis im Maßstab 1 : 500 bis 1 : 5.000.
| Bezeichnung                                | Maßstab     | Erscheinung | Blatt | Kartograph bzw. Herausgeber | Region | Bemerkungen                                      |
| ------------------------------------------ | ----------- | ----------- | ----- | --------------------------- | ------ | ------------------------------------------------ |
| Österreichische Karte 1 : 25 000 (ÖK 25)   | 1 : 25.000  |             | 1     |                             |        | nur eine Karte für Rax und Schneeberg publiziert |
| Österreichische Karte 1 : 50 000 (ÖK 50)   | 1 : 50.000  |             | 191   |                             |        |                                                  |
| Österreichische Karte 1 : 200 000 (ÖK 200) | 1 : 200.000 |             |       |                             |        | Karten der einzelnen Bundesländer.               |
| Österreichische Karte 1 : 500 000 (ÖK 500) | 1 : 500.000 |             |       |                             |        | Karte des gesamten Bundesgebietes.               |

## Schweiz

### Historische Kartenwerke
| Bezeichnung                                          | Maßstab               | Erscheinung | Blatt | Kartograph bzw. Herausgeber                                      | Region         | Bemerkungen                                                                 |
| ---------------------------------------------------- | --------------------- | ----------- | ----- | ---------------------------------------------------------------- | -------------- | --------------------------------------------------------------------------- |
| Bannpläne Fricktal                                   |                       | 1772–1783   | 23    |                                                                  | Fricktal       | Gebiete die früher zur K.u.K. Monarchie gehörten.                           |
| Atlas Suisse (Meyer-Weiss-Atlas)                     | 1 : 120.000           | 1786–1802   | 16    | Rudolf Meyer                                                     | Schweiz        |                                                                             |
| Sulzberger Karte                                     | 1 : 21.600            | 1834–1837   | 58    | Johann Ludwig Sulzberger                                         | Kanton Thurgau | Kopien im Format 1:25.000 dienten teilweise als Modell für die Dufourkarte. |
| Topographische Karte der Schweiz (Dufourkarte)       | 1 : 100.000           | 1845–1865   | 25    | Guillaume Henri Dufour                                           | Schweiz        | Faksimile 1988                                                              |
| Topographische Karte des Kantons Zürich (Wild-Karte) | 1 : 25.000            | 1852–1865   | 32    | Johannes Wild, Lithografie von Josef Graf und Johann Jakob Brack | Kanton Zürich  | Vorbild für die Siegfriedkarte; Faksimile 1990                              |
| Topographischer Atlas der Schweiz (Siegfriedkarte)   | 1 : 25.000 1 : 50.000 | 1870–1922   | 604   | Hermann Siegfried, Lithografie von u. a. Rudolf Leuzinger        | Schweiz        |                                                                             |
| Deutsche Heereskarte Schweiz                         | 1 : 25.000            | 1938–1939   |       |                                                                  | Schweiz        | Im Auftrag der deutschen Wehrmacht.                                         |

### Aktuelle Kartenwerke
Bezeichnung: Landeskarte der Schweiz
Herausgeber: Bundesamt für Landestopografie
Region: Schweiz
| Maßstab                          | Erscheinung | Blatt    | Bemerkungen                 |
| -------------------------------- | ----------- | -------- | --------------------------- |
| 1 : 10.000                       |             | digital  |                             |
| 1 : 25.000 1 : 25.000 1 : 25.000 |             | 247 9 18 | Hiking grosse Karten        |
| 1 : 50.000 1 : 50.000 1 : 50.000 |             | 78 55 32 | Wandern „T“ Schneesport „S“ |
| 1 : 100.000                      |             | 23       |                             |
| 1 : 1.000.000                    |             | 1        |                             |

## Belgien

### Historische Kartenwerke
| Bezeichnung    | Maßstab    | Erscheinung | Blatt | Kartograph bzw. Herausgeber | Region                      | Bemerkungen              |
| -------------- | ---------- | ----------- | ----- | --------------------------- | --------------------------- | ------------------------ |
| Ferraris-Karte | 1 : 11.520 | 1771–1777   | 275   | Joseph Johann von Ferraris  | Österreichische Niederlande | Im Auftrag von Franz II. |
| Ferraris-Karte | 1 : 86.400 | 1777–1778   | 25    | Joseph Johann von Ferraris  | Österreichische Niederlande | Version für den Handel.  |

## Frankreich

### Historische Kartenwerke
| Bezeichnung             | Maßstab     | Erscheinung | Blatt | Kartograph bzw. Herausgeber     | Region     | Bemerkungen                                    |
| ----------------------- | ----------- | ----------- | ----- | ------------------------------- | ---------- | ---------------------------------------------- |
| Carte de Cassini        | 1 : 870.000 | 1746–1747   | 18    | César François Cassini de Thury | Frankreich |                                                |
| Carte de Cassini        | 1 : 86.400  | 1756–1789   |       | César François Cassini de Thury | Frankreich | Aufnahmen im Maßstab 1 : 14.000 und 1 : 28.400 |
| Karte der Rheinlande    |             | 1801–1814   |       | Jean Joseph Tranchot            | Rheinland  |                                                |
| Atlas National Illustré |             | 1847        |       |                                 |            |                                                |

## Italien
| Bezeichnung    | Maßstab                   | Erscheinung | Blatt | Kartograph bzw. Herausgeber | Region | Bemerkungen |
| -------------- | ------------------------- | ----------- | ----- | --------------------------- | ------ | ----------- |
| Carta d’Italia | 1 : 25.000 und 1 : 50.000 |             |       |                             |        |             |

## Russland
| Bezeichnung                   | Maßstab | Erscheinung | Blatt | Kartograph bzw. Herausgeber | Region | Bemerkungen |
| ----------------------------- | ------- | ----------- | ----- | --------------------------- | ------ | ----------- |
| Sowjetische Generalstabskarte |         |             |       |                             |        |             |

## Tschechien

### Historische Kartenwerke
| Bezeichnung                  | Maßstab     | Erscheinung | Blatt | Kartograph bzw. Herausgeber | Region | Bemerkungen                                             |
| ---------------------------- | ----------- | ----------- | ----- | --------------------------- | ------ | ------------------------------------------------------- |
| Müllersche Landkarte Mährens | 1 : 180.000 | 1716        | 4     | Jan Kryštof Müller          | Mähren | Gestochen durch Jan Kryštof Leidig, 2. Ausgabe von 1790 |
| Müllersche Landkarte Böhmens | 1 : 132.000 | 1720        | 25    | Jan Kryštof Müller          | Böhmen | Gestochen durch Michael Kauffer                         |

## Vereinigtes Königreich
| Bezeichnung                                                    | Maßstab     | Erscheinung | Blatt | Kartograph bzw. Herausgeber                                         | Region                 | Bemerkungen |
| -------------------------------------------------------------- | ----------- | ----------- | ----- | ------------------------------------------------------------------- | ---------------------- | --- |
| The Duke of Cumberland’s Map (Roy Military Survey of Scotland) | 1 : 36.000  | 1742–1755   | 84    | William Roy u. a.;                                                  | Schottland             | Militärkarte im Auftrag von König Georg II. |
| Englisch-Französische Trigonometrische Vermessung              |             | 1790        |       | William Roy                                                         | Kent, Sussex, Surrey   | Sie diente der Bestimmung der genauen Lage des Royal Greenwich Observatory im Verhältnis zum Pariser Observatorium.                                              |
| Trigonometrische Vermessung von Großbritannien und Irland      | 1 : 63.360  | 1791–1853   |       | William Mudge, Isaac Dalby, Edward Williams, Thomas Frederick Colby | Großbritannien, Irland | Darin enthalten: Survey of Kent (1801), Karte von Essex etc.: Ordnance Survey Drawings, One-Inch-to-the-Mile-Karten; Irland: Six-Inches-to-the-Mile (1 : 10.560) |
| Ordnance Survey of England and Wales                           | 1 : 253.440 | circa 1900  |       | Ordnance Survey                                                     | England, Wales         | County Series auch in 1 : 10.560 und in 1 : 2.500 |

## Vereinigte Staaten
In den Vereinigten Staaten erscheinen drei Serien von amtlichen topographischen Kartenwerken.
| Bezeichnung                      | Maßstab     | Erscheinung | Blatt | Kartograph bzw. Herausgeber     | Region                                                     | Bemerkungen |
| -------------------------------- | ----------- | ----------- | ----- | ------------------------------- | ---------------------------------------------------------- | --- |
| Topographische Karte 1 : 24.000  | 1 : 24.000  |             |       | United States Geological Survey | Vereinigte Staaten von Amerika einschließlich Puerto Rico. | Die etwa 54.000 Kartenblätter dieser Serie erstrecken sich im Allgemeinen über je 7,5 Längen- und Breitenminuten, Längenmaße sind in Meilen und Höhenmaße in Fuß angegeben. In Alaska wird teilweise abweichend auch der Maßstab 1 : 25.000 verwendet. Karten in diesem Maßstab beschränken sich in diesem Bundesstaat auf die Gebiete um Anchorage, Fairbanks und Prudhoe Bay. Karten von Puerto Rico haben einen Maßstab von 1 : 20.000. Die Außengebiete im mittleren Pazifik sind auf Karten im Maßstab zwischen 1 : 10.000 und 1 : 50.000 abgebildet. Diese Kartenserie wird vom United States Geological Survey herausgegeben.                                                  |
| Topographische Karte 1 : 100.000 | 1 : 100.000 |             |       | Bureau of Land Management       | Vereinigte Staaten von Amerika                             | Eine Karte erstreckt sich im Allgemeinen über 30 Breiten- und 60 Längenminuten und basiert auf der Karte 1 : 24.000, Entfernungen und Höhen sind allerdings im metrischen System angegeben. Diese Kartenserie wird durch das Bureau of Land Management herausgegeben. |
| Topographische Karte 1 : 250.000 | 1 : 250.000 |             |       | United States Geological Survey | Vereinigte Staaten von Amerika                             | Sie dient als Basiskarte für thematische Karten der Geologie und der Luftfahrt. Diese Kartenserie bildet in der Regel einen Breitengrad und zwei Längengrade auf einem Blatt ab, mit Abweichungen an den Küsten und in Hawaii. In Alaska decken die 153 Kartenblätter dieser Serie zwischen einem und drei Längengraden ab. Entfernungen und Höhen beruhen in dieser Serie auf dem Imperialen System, wobei etwa acht Prozent der 489 Kartenblätter der zusammenhängenden Staaten in dieser Serie bereits auf metrische Angaben umgestellt wurden. Diese Kartenserie wurde früher von der US Army erstellt und steht nun unter der Verantwortung des United States Geological Survey. |

### Deutschland
Landesvermessungsämter
- Historische Karten und Ansichten. Geodaten Bayern
- Historische Topographische Karten. Hessisches Landesamt für Bodenmanagement und Geoinformation
- Freizeit und Historische Karten. Landesvermessungsamt Niedersachsen
- Historische Karten. Landesvermessungsamt Nordrhein-Westfalen
- Historische Karten. Landesvermessungsamt Rheinland-Pfalz
- Historische Karten. Landesamt für Kataster-, Vermessungs- und Kartenwesen Saarland
- Historische Karten. Landesamt für Geobasisinformation Sachsen (GeoSN)

Bibliotheken und Archive
- Karten- und Graphische Sammlungen. Württembergische Landesbibliothek
- Kartenforum und Kartenwerke von Sachsen vor 1850 auf www.deutschefotothek.de powered by SLUB (Sächsische Landesbibliothek – Staats- und Universitätsbibliothek Dresden)
- Staatsbibliothek Berlin
- Hochschule Greifswald
- Universität Hamburg (PDF)

### Österreich
- Katalog des Bundesamtes für Eich- und Vermessungswesen
- Österreichische Karte im Internet
- Katastralmappe und Orthofoto